# Resende (Rio de Janeiro)
Resende és una ciutat de l'estat brasiler de Rio de Janeiro. La seva població és 119 729 habitants en 2006. En la ciutat hi ha l'acadèmia militar das Agulhas Negras i diverses indústries (les principals són la fàbrica de camions de Volkswagen i les Indústries Nuclears de Brasil (INB), responsable per la producció brasilera d'urani enriquit).

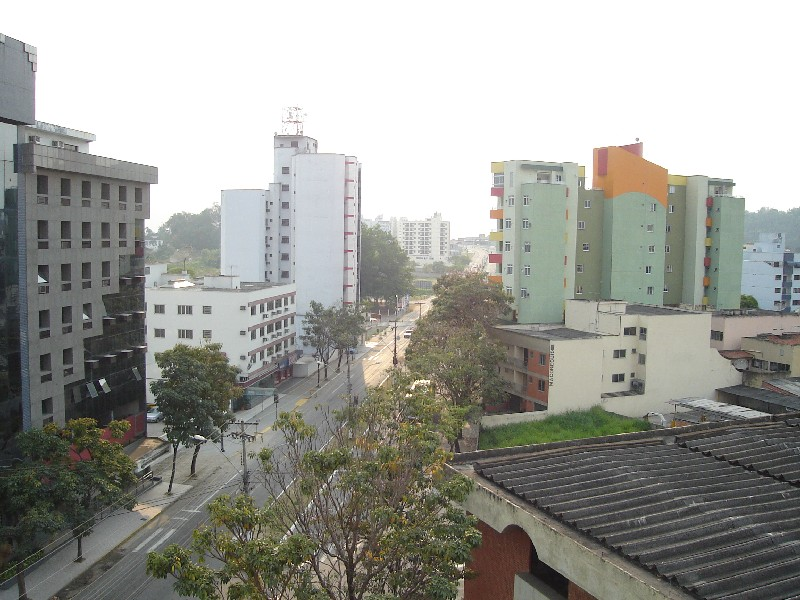
Avinguda Marechal Castelo Branco, en Resende.